# سارا جونز (بازیکن هاکی روی چمن)
سارا جونز (انگلیسی: Sarah Jones؛ زادهٔ ۲۵ ژوئن ۱۹۹۰) بازیکن هاکی روی چمن اهل بریتانیا است.